# Lissonota giganta
Lissonota giganta là một loài tò vò trong họ Ichneumonidae.